# سیستان (شاهنامه)
سرزمین سیستان در شاهنامه اهمیت ویژه ای دارد. این ناحیه که نام‌های گوناگونی به آن اطلاق می‌شده‌است، محل حکومت سام نریمان و فرزندان و نوادگانش بوده‌است و بسیاری از اتفاقات و رویدادهای مهم شاهکار حکیم توس در آنجا به وقوع می‌پیوندد سرزمین مقدسی که محل پیدایش و خیزش بسیاری از پهلوانان ایران زمین از جمله رستم است.

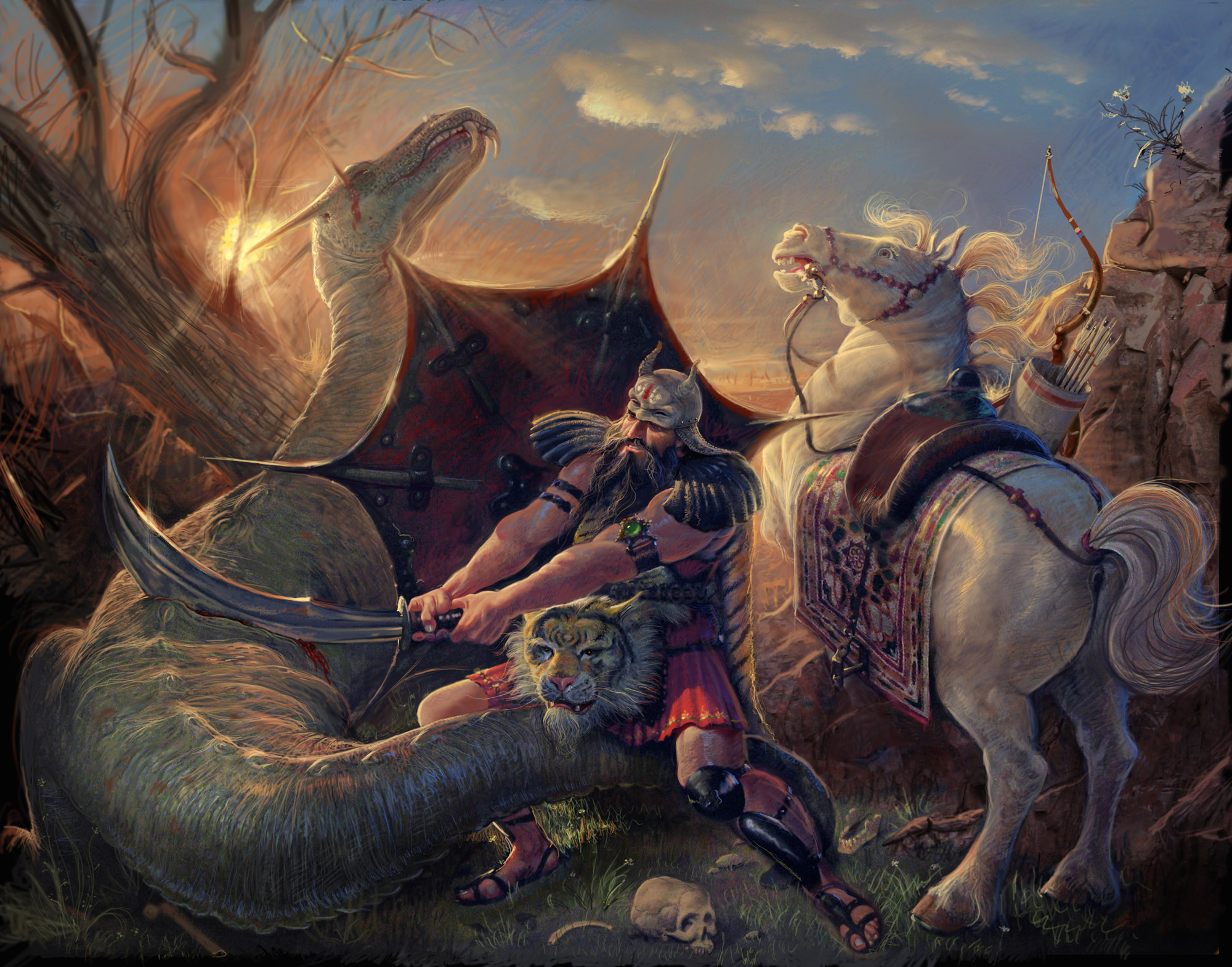
کشته شدن اژدها به دست رستم، خان سوم، اثر عادل عدیلی

سیستان با دشت‌های زیبا و چراگاه‌های پهناور، محلی برای آرامش و جشن و سرور رستم و خاندانش و پهلوانان و پادشاهان است. این سرزمین را در شاهنامه با نام‌های سیستان، زابلستان، زابل، سجستان، سکستان و نیمروز خوانده‌اند. اهمیت سیستان تا بدان جاست که نابودی آن برابر با نابودی رستم و تمام افتخارات است. در گفتگوهای رستم با اسفندیار یکی از دغدغه‌های رستم آن است که پس از مرگش دیگر سیستان حامی ندارد و نگران تاراج است.

## ارتباط سیستان و اساطیر
در ماجرای ارتباط سیستان با اساطیر و حماسه‌های ایرانی باید به این نکته مهم توجه داشت که سیستان از نظر قدمت یکی از کهن‌ترین مناطقی است که شواهد و قراین به دست آمده وجود پیشینه فرهنگ و تمدن بزرگ بشری در این سرزمین را نشان می‌دهد.
از سوی دیگر از آن جا که منطقه سیستان یکی از نقاط حساس و در معرض حملات اقوام مختلف قرار داشت و از دیرباز یکی از نقاطی بود که برای حفظ سرزمین ایران باید در آن جا تهاجم‌ها دفع می‌شد.
برهمین اساس نبردهای بزرگ و سرنوشت ساز در کهن‌ترین دوران برای حفظ کشور در این منطقه اتفاق افتاده که بسیاری از آن‌ها با پیروزی ایرانیان به پایان رسیده‌است.
قدمت اتفاقات مهم و سرنوشت سازی که برای ملت ایران در این گذرگاه جغرافیایی رخ داده با خطرکردن‌ها و پایداری ایرانیان سبب تثبیت ملیت ایرانی شده و این سرزمین را مستعد کانون وقایع حماسی کرده‌است.
به گفته بسیاری از محققان، فردوسی، رستم، فرهنگ و آیین سیستانی‌ها را می‌شناخت و بدون دلیل این پهلوان را انتخاب نکرد، با توجه به آیین جوانمردی که در امیر یعقوب لیث صفاری وجود داشت فردوسی می‌دانست چنین شخصیت‌هایی در سیستان است. با آیین و فرهنگ آن‌ها آشنا بود و بهترین پهلوانش را از سیستان انتخاب کرد، نه تنها فقط یک پهلوان، بلکه دوره پهلوانی که بهترین دوره شاهنامه است و زیباترین ابیات شاهنامه در این دوره سروده شده مربوط به سیستان و خاندان زال است.

## سه بخش شاهنامه
شاهنامه به سه بخش اساطیری، پهلوانی و تاریخی تقسیم می‌شود که بهترین قسمت آن پهلوانی است، دوره پهلوانی مربوط به زمانی است که پهلوانان سیستان و خاندان زابل در سیستان حاکم و نگهبان تاج و تخت پادشاهی بودند، برای همین بهترین دوره شاهنامه به سیستان مربوط می‌شود.